# Microkayla ankohuma
Microkayla ankohuma is een kikker uit de familie Craugastoridae. De soort komt voor in Bolivia. Microkayla ankohuma wordt bedreigd door het verlies van habitat.